# Csengery Antal
Csengery Antal (Nagyvárad, 1822. június 2. – Budapest, 1880. július 13.) politikus, közgazdász, publicista, a Magyar Tudományos Akadémia másodelnöke, a Magyar Földhitelintézet igazgatója, országgyűlési képviselő.

## Életpályája
Csengery Antal ügyvéd, jeles jogtudós és Gerhard Terézia fia. Apja gondos nevelésben részesítette; iskolai tanulmányait szülővárosában kezdte 1840-ben és Debrecenben végezte 1842-ben, mivel a nagyváradi akadémiát – a követválasztási mozgalmakban való élénk részvétele miatt – ott kellett hagynia. Néhány évet megyei gyakorlaton töltött, Bihar megye híres követe és első alispánja, Beöthy Ödön mellett; itt megismerte a megyei közigazgatás minden ágát. Fontosabb kérdésekben ő írta a Pesti Hírlapban megjelent, az ellenzéki megyékben nagy hatást keltett körleveleket. Az 1843–1844-es éveket Pozsonyban töltötte mint jurátus; ez utóbbi évben letette az ügyvédi vizsgát is. Az 1843-ban az országgyűlési tudósítások egy részét Kossuth Lajos számára a Pesti Hírlapba ő írta. 1844-ben, amikor a lap szerkesztése Szalay Lászlóra szállt, a tudósítások szerkesztését maga vette át. Alapos ismeretei, európai műveltsége, kitűnő stílusa, szilárd jelleme magára vonta Eötvös József és Szalay figyelmét, akikkel 1845-ben bejárta Itáliát. A magyar ellenzék „közlönye” 1844 júliusától a Pesti Hírlap lett, amelynek Csengery az országgyűlés után rendes munkatársa, 1845 júliusától pedig főszerkesztője egészen 1848 végéig. Május 16-ától Kemény Zsigmondot vette szerkesztőtársul. Folyamatosan írt a lap minden rovatába, igyekezett megteremteni a lap stiláris egységét, kiküszöbölve a korabeli politikai irodalom szónoki dagályosságát.
Írt újdonságot, irodalmi értesítőt, színi kritikát, külföldet, olykor megyei tudósítást Pest megyéből, meg számos nagyobb cikket is: az átalakulás formái, a rendezési ügyek mellett, leginkább nemzetgazdasági kérdéseket tárgyalt, de majdnem mindig névtelenül. Az 1848. évi mozgalmak győzelemre segítették a Pesti Hírlap törekvéseit. Kossuth is elfogadta e lap tanait, amelyek az 1848. évi törvényekben határozott kifejezést nyertek. Csengery március 17-étől lapját napilappá változtatta át (azelőtt a magyar politikai lapok legfeljebb négyszer jelentek meg hetenként) és egyszersmind a kormánypárt, a Batthyány-kormány közlönyévé avatta, s éppen oly eréllyel küzdött a bécsi reakció cselszövése, mint a pesti demagógia kicsapongásai ellen; ekkor is névtelenül írt. Az év végén lemondott a lap szerkesztéséről és Debrecenbe követte a kormányt. Itt Szemere Bertalan miniszterelnöksége alatt mint miniszteri tanácsos 1849. május 9-étől fogva, leginkább a kodifikációval foglalkozott. 1849 augusztusában Aradon vált meg a kormánytól és Kemény báróval együtt egy ideig Szatmár megyében rejtőzött. Majd az év vége felé Pestre ment, s hol történeti, hol természettudományi tanulmányokkal foglalkozott és az irodalomnak élt. A növénytanban Brassai, a vegytanban Nendtvich, a földtanban Kovács Gyula voltak oktatói; részt vett dr. Entz Ferenc kertészeti oktatásaiban is. 1852-től fogva a Szőnyi-féle nevelőintézetben leckéket adott világtörténetből és 1855-től a pesti protestáns teológiai intézetben a növénytant adta elő. Kedvenc tudományáról, a történelemről sem feledkezve meg, azzal is mint a politika egyik legfőbb segédtudományával, alaposan foglalkozott.
1860. november 15-én Bihar megye tiszti ügyésszé választotta. Mint publicista a sajtóviszonyok miatt egészen 1861-ig nem sokat dolgozott, annál nagyobb tevékenységet fejtett ki a társadalmi téren. 1850–1880 között alig volt Magyarországon nevezetesebb közművelődési vagy anyagi felemelkedést célzó intézet vagy egyesület, amelynek megindításában, tervezetében vagy reformálásában lényeges részt ne vett volna. A Magyar Tudományos Akadémia (melynek 1847. december 29-étől levelező tagja volt), Gazdasági Egyesület (1857. november 16-ától választott tagja) és a Magyar földhitelintézet különösen sokat köszönhetnek buzgóságának. Az Akadémia 1858. december 15-én rendes taggá és jegyzőjévé választotta; itt belefolyt az ügyrend újradolgozásába, az ügyvitelt szabályozta, több állandó bizottságot szervezett és hírlapi cikkeivel folyvást élesztette az Akadémia iránti részvétet. 1867-ben az Akadémia alapszabályainak átdolgozása, pénzügyeinek rendezése az ő indítványa szerint történt, amiért előbb igazgatósági tagnak, majd 1871-ben másodelnöknek választották; a könyvkiadó bizottságnak kezdeményezője, eleitől fogva (1875. január 28.) elnöke volt, s később a történeti bizottságnak is; ő figyelmeztette először az Akadémiát 1876-ban, hogy a történelem terén egyelőre hagyjon fel az adatgyűjtéssel és fogjon a rendszeres feldolgozáshoz. A történelmi társulatnak alapításától fogva (1867. június 13.) választmányi tagja volt.
1858-ban Lónyay Menyhérttel együtt szerkesztette az Országos Magyar Gazdasági Egyesület emlékiratát a kormányhoz, a magyar földbirtokhitel állásáról. Midőn a földbirtokosok 1862-ben az emlékirat alapján a Magyar földhitelintézetet alapították, Csengery benne volt azon négytagú bizottságban, amely a hitelintézet alapszabályait, ügyrendi és kezelési utasításait kidolgozta. Az intézet létrejöttével titkárrá, s később egyik igazgatójává választották. Eötvös felhívására ő dolgozta ki a Pesti Iparegyesület helyett egy országos iparegyesület tervét, kapcsolatban az Iparmúzeummal, s országos címmel biztosítva magyar jellegét. 1861-ben Bihar megye bihari választókerülete küldte a képviselőházba, ahol a fölirat mellett szavazott, és beszédében a Bach-kormány alatti sajtóviszonyokat vázolta föl. 1865-ben újra a bihari, 1868 és 1878 között a nagykanizsai választókerület választotta képviselőjévé. Deák Ferencen és Andrássy Gyulán kívül senkinek sem volt több része Magyarországnak az osztrák örökös tartományokkal kötött kiegyezésében, mint Csengerynek. A kiegyezés szövegének megfogalmazásával az országgyűlés Deákot és Csengeryt bízta meg, később ezen szerkezetet iktatták be a magyar Corpus Juris Hungariciba mint 1867. évi XII. törvénycikk et. Tagja volt emellett minden fontosabb bizottságnak, s mint Deáknak oly barátja, aki rá nagy hatást gyakorolt, a nevezetesebb törvényjavaslatok megállapításában, átdolgozásában vagy módosításában lényeges része volt. Kiemelkedő szerepet játszott különösen abban az országos bizottságban, amely az 1867. évi XII. törvénycikk értelmében a közöseknek elismert államügyek terhére nézve az arányt megállapította Magyarország és Ausztria között. Az első delegáció ülésein vezető állást foglalt el; Deák nem lévén jelen, Csengery volt a Deák-párt vezére. Ő fogalmazta meg azt a nyilatkozatot is, amellyel Grivicsichnek nagy felindulást keltett föllépését a hadügyminiszter cáfolta. A Horvát- és Magyarország közötti kiegyezés szintén az ő közvetítő javaslatai alapján létesült. Tanácsadólag folyt be továbbá az Ausztriával kötött vám- és kereskedelmi szerződés (1867. évi XVII. törvénycikk) megkötésére; ez az egyezmény azon az alapon jött létre, melyet Csengery 1848 előtt fölállított. Az országgyűlési Pénzügyi Bizottságnak kezdettől fogva tagja és sokáig elnöke volt. Ő formázta meg a budgettörvényeket, részt vett az adótörvények megalapításában és számos módosítást vitt azokon keresztül. A költségvetések tárgyalásánál is sok reformot indítványozott, s mind itt, mind a vasúti engedményeknél számos megtakarítást eszközölt. Ő fogalmazta a függő adósságok ellenőrzéséről szóló törvényeket, átalakította a közös nyugdíjakról, s a kisajátításról szóló törvényeket, a népiskolai közoktatásról szóló törvényeket pedig számos módosításával egészen újjá alakította. Mindent elkövetett, hogy az államháztartást ráncba szedje. Többek között indítványozta, szövegezte és keresztülvitte az Állami Legfőbb Számszék felállítását. A Jegybankügyi Bizottságban is részt vett, s megformázta az enquete kérdő pontjait és a bizottság jelentését az országgyűléshez. Deákkal és Ghyczyvel átdolgozta az új községi törvényt, amelyhez ő adta a legtöbb módosítványt. Mint Pest városi képviselőnek nagy része volt a város közoktatása színvonalának emelésében; elnöke volt a Városi Pénzügyi és Polgári Iskolai Bizottságnak. A polgári iskolák eszméjét ő vitte be az iskolai törvénybe, és ő eszközölte ki főleg Pesten több ilyen iskola létrejöttét. Buda és Pest egyesítésén törekedve fő tényező volt, hogy ezt a főváros rendezéséről szóló törvényjavaslatba fölvegyék.
1875-ben a Deák-párt és Balközép Párt közti fúzióban élénken részt vett, és egész őszinteséggel csatlakozott a Szabadelvű Párthoz, melyhez mindvégig hű maradt. Élete utolsó két évében betegeskedett; tüdőbaja mind súlyosabbá vált; 1879 őszén visszavonult a közügyektől. Városligeti nyaralójában halt meg. A Magyar Tudományos Akadémiában Gyulai Pál tartott fölötte emlékbeszédet az 1881. május 22-én. 1860. július 15-én a Kisfaludy Társaság is tagjává választotta, és 1864. július 27-én elnökévé tette a pénz- és gazdasági ügyei vitelére akkor szervezett állandó bizottságnak; a társaságból azonban 1866. február 28-án kilépett.

## Emlékezete
Budapesten a VI. kerületi Csengery utca viseli a nevét. Budapest Főváros Önkormányzata 1991-ben alapított elismerése a Csengery Antal-díj, melyet évente öt olyan személy kaphat, akik huzamos időn át kiemelkedő tevékenységükkel a fővárost és a Fővárosi Önkormányzat működését érintő hírekről, információkról magas színvonalú, hiteles, pontos, tárgyilagos és gyors tájékoztatást adtak az írott és elektronikus sajtón keresztül.
Nagykanizsán 1873 óta viseli utca a nevét.

## Munkái

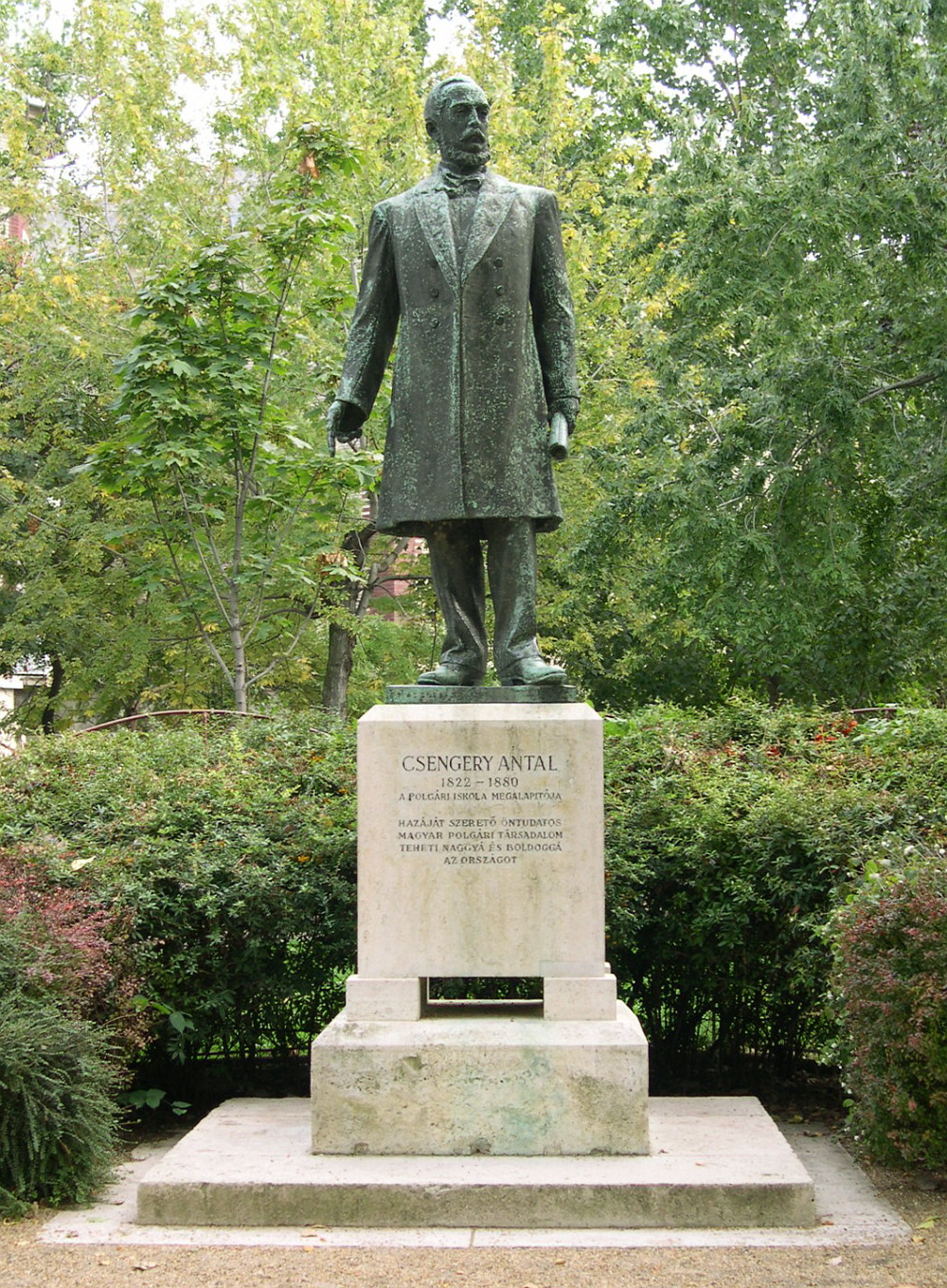
Csengery Antal szobra a budapesti Almássy téren

- Magyar szónokok és státusférfiak. Pest, 1851 (Kemény Zsigmonddal együtt; Cs. a következő jellemrajzokat írta: Beőthy Ödön, Szemere Bertalan, Szentkirályi Móricz, B. Eötvös József, gróf Dessewffy Aurél, Szalay László. Ism. P. Napló 351–363. sz. németül Ungarns Redner. Leipzig, 1852. A munka folytatása a csekély kelendőség miatt abbamaradt, bár Cs. a II. kötet számára Kossuth jellemrajzát és Szemere Bertalan terjedelmes életrajzát befejezte)
- Macaulay, Anglia története II-ik Jakab trónralépte óta. uo., 1853–54. (I. II. kötete. Ism. P. Napló 1852. 765–66. 1853. 879–82. sz. 1119–21. 1125. sz.; 2. kiadás a m. t. akadémia könyvkiadó-vállalatában. Bpest, 1874. E fordítás e kor legjobb prózai műfordítmánya s a magyar történeti stílus fejlődésére is befolyást gyakorolt; a többi négy kötetet Zichy Antal fordításában adta ki a m. t. akadémia)
- Vegytani képek a közéletből. Johnston nyomán. uo., 1857, két kötet (Ism. M. Posta 11. sz. Salamon F.)
- Történeti tanulmányok. uo., 1857 (Ism. P. Napló 6. sz. Salamon F.)
- Beszéde bihari választóihoz. uo., 1861
- Az országos m. gazdasági egyesület emlékirata a magyarországi vasutak ügyében. uo., 1862 (mely először alapította meg a magyar vasúthálózatot)
- A magyar földhitelintézet ügyében. uo., 1866
- A Népbank s ezzel összekötött takarékpénztár terve. uo., 1867
- Csengery Antal összegyűjtött munkái. Bpest, 1870–74. Három kötet. I. II. Történeti tanulmányok és jellemrajzok. Ism. Századok 1870, Bud. Szemle VI. 1874. III. Történetírók és a történetírás)
- Csengery Antal választóihoz. Pest, 1872
- A nagy-kanizsai kerület választóihoz. Bpest, 1875
- Emlékbeszéd Deák Ferencz felett. uo., 1877 (és Olcsó Könyvtár 227. sz. 1880 és Deák Ferencz emlékezete; dr. Heinrich Gusztáv, veje, németre lefordította: Lipcse, 1877. Online és Deák Ferencz emlékezete, Franklin-társulat, Budapest, 1877)
- Az akadémiák, különösen a magyar tudományos akadémia. Uo. 1878. (Németül az Ungar. Revueben)
- A nagykanizsai kerület választóihoz. uo., 1878
- A jogi- és államtudományok tanítása ügyében. uo., 1879
- A magyar közoktatás és közművelődés némely főbb kérdéseiről. uo., 1880 (Olcsó Könyvtár 101.)
- Csengery Antal összegyűjtött munkái. uo., 1884, öt kötet (Kiadta fia, Cs. Loránt. Életrajzi adalékokkal. Ism. P. Napló 1883. 346. sz. Egyetértés 357.)
- Arany Jánossal folytatott levelezéséből 11 levél Arany János hátrahagyott iratai és levelezése IV. kötetében. Budapest, 1889
- Szerkesztette a Pesti Hírlapot 1845. július 1-jétől 1848. december 31-éig. A Magyar Nép Könyvét 1854–56. (báró Kemény Zsigmonddal együtt), szerkesztette és kaidta a Budapesti Szemlét 1857 és 1869 között (I. folyam 21 kötet, új folyam 15 kötet), 1865–66-ban gróf Lónyay Menyhérttel együtt; a M. Tudom. Akadémia philosophia-, törvény- és történettudományi osztályok Közlönyét 1860–66. öt kötet és az akadémia Jegyzőkönyveit 1863–66, négy kötet

Kiadta Papp Endre hátrahagyott munkáit báró Kemény Zsigmonddal (Pest, 1852) és az Újabb Nemzeti Könyvtárnak (6 kötet, Pest, 1852–53) egyik kiadója volt.
- Országgyűlési beszédeinek egy része megjelent összegyűjtött Munkái IV. kötetében.
- Kéziratban maradtak: A közösügyi költségekből az 1867. XII. t.-cz. szerint Magyarországra eső hányad és az államadóssági egyezmény fölött folyt alkudozások naplója 1867. Az 1868. XXX. t.-cz. (horvát kiegyezés) története 1868. Levelek az első delegatióból 1868. Kisebb feljegyzések 1867–68. A fusio történetéhez, 1875, Levele 1847-ből br. Wesselényi Miklóshoz a görcsöni levéltárban (tört. Lapok I. 1874. 3. sz.)
- Arcképe kőnyomatban megjelent 1871-ben a Légrády-testvéreknél Pesten és fénynyomatban (Heliogravure) Bécsben Angerernél, mely összegyűjtött munkái (1884) mellett van.

### Cikkei

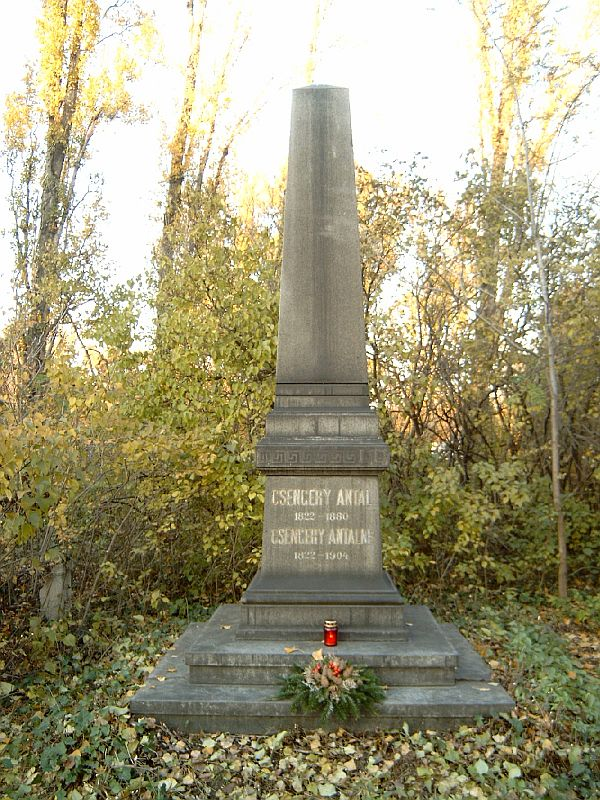
Csengery Antal sírja Budapesten. Kerepesi temető: 24/1-körönd

Cikkei a következő lapokban és folyóiratokban jelentek meg:
- Vierteljahrschrift aus und für Ungarn (Leipzig, 1843. Die Militärerhaltung Ungarns)
- Pesti Hírlap (1845, 1846, és 1847, 419. 425. 430. 462. 857. sat. sz. Városi ügy; 471–74. sz. A községek rendezése; 511. 512. 516. sz. Esküdtszékek; 517. 518. 520. 521. 523. sz. Nevezetesb irók, Thiers, Tocqueville sat. nézetei a központosításról; 519. sz. Tized; 636. 638. sz. Találmányi jog biztosítása; 625. 641. sz. Fiume mikép tartozik Magyarországhoz; 660. 722. sat sz. Vámügy; 731. 781. 783. 922. sz. Dohánymonopolium; 874. sz. Adatok kir. városaink multját illetőleg és 540. 546. sat. sz. Az ausztriai birodalom kereskedési viszonyainak ismertetése különös tekintettel Magyarországra)
- Életképek (1847. II. Szalay László életrajza), M. Emléklapok (1850), M. Irók Füzetei (1850)
- Pesti Napló (1851. 293. 294. sz. Appert munkájának birálata a börtönökről; 295. 296. 342. 365. 371. szinbirálatok; 323–327. 329. sz. Anglia közigazgatásáról több cikk; 393–396. sz. A közigazgatásról; 400–402. 404. sz. A hadszabályzatról; 1853–55. A hitelintézetekről, Angol nevelési rendszer; midőn a keleti kérdés fölmerült a keleti, főleg a muszlim polgáriasodásról tanulmányok; 1855–56: nehány cikk a Mezei Gazdaság Könyvéről, A történetírásról, Lamartine, Ranke, Teleki József, Hunyadiak kora ism., Csehország történetírója és története, Thierry Amadé: Atilla fiai és utódai ism., Ampere: Róma története ism. és akadémiai tudósítások. 1860-ban mint a Pesti Napló főmunkatársa nagy eréllyel védte az 1848-as alapot, szemben az októberi diplomával s küzdött az ókonzervatív áramlat ellen, még párbajt is vivott Török Jánossal, az ellenpárt egyik főhírlapirójával. Cikkei nagyrészt -Ç- jegy alatt jelentek meg; 1862–65-ben a Schmerling-kormányt ostromolta, cikkeit részint jegy nélkül, részint az említett jeggyel Bécsi dolgok cím alatt írta)
- Szilágyi Virgil Értesítője (1852. Szinbirálatok)
- Divatcsarnok (1853–54. Könyvismertetések)
- Szépirodalmi lapok (1853. tárca, színház)
- Délibáb (1853–54. Esztétikai cikkek)
- A M. Nép Könyve (1854–56. Vegytani képek)
- M. Nép Könyvtára (1854. Népszerű világtörténet)
- Budapesti Hírlap (1855. 669. sz. Eötvösnek A 19. század uralkodó eszméi cz. könyvének ismertetése; 758–769. sz. a magyar mythologia kérdését fejtegette, tekintettel Ipolyi munkájára)
- MTA Évkönyvei (IX. 1857. Az altaji népek ősvallása, tekintettel a magyar ősvallásra), M. Akad. Értesítő (1858–59.)
- Budapesti Szemle (1858. Képek az emberi mivelődés történetéből. I. China és India. II. Egyiptom: a) Az írás története s különösen a hyerogliphák. b) Egyiptom vallása és tudománya. Nyugat-Ázsia őstörténetei az ékiratok világánál; 1859. A Scythák nemzetisége, akadémiai előadás. 1861. Rembrandt, Planche után; 1869. Adatok Szemere Bertalan életrajzához; 1878. Deák békekövetsége Windischgraetznél; 1879. A jogi és államtudományok tanítása ügyében; 1880. Nehány szó a szakoktatásról; 1883. Adalék Kossuth jellemzéséhez; 1887. Deák és Beust találkozása; könyvismertetések és tudósítások az akadémia üléseiről); Gazdasági Lapok (1859. Emlékirat a hitelintézet ügyében); Nemzeti nőnevelés (1879.) Az Ujabbkori Ismeretek Tárába és a Jelenkor cz. folytatásába (1850–55.) több cikket irt névtelenül, ú. m. Bajorország (ujabb története), Beöthy Ödön, Benkő Dániel, Brougham, Cabale, Charta (a francia alkotmánylevelek története 1789–1848), Csatornák, Cormenin, Dessewffy Aurel, Diplomatia, Disraeli, Dohánymonopolium, Domaine-ok, Dumas Sándor, Duschek Ferencz, Egyenes adók; Élelmezés és szállásolás Magyarországon (A hadi adó története), Felsőház (történeti és politikai szempontból), Felségsértés, Fiume és tengermelléke, fiumei kikötő (Fiume történetével és azon kérdés fejtegetésével: Magyar- vagy Horvátországhoz tartozik-e?), Gans Eduard, Gazdasági egyesület (története), Gentz Fridrik, Guizot (életrajza és munkái ismertetése), Gyorsírás története, Házi adó (története Magyarországon), Hegel, Henszlmann Imre, Hitelintézet (története), Horvátország (története), Hugo Victor (élet- és jellemrajza), Hunfalvy Pál és János, Illyrismus (története), Irinyi József és János, Jókai és Jókainé, Korizmics László, Kovács Gyula, Lónyay Menyhért, Morócz István és Trefort Ágoston. Az Egyetemes magyar encyclopaediának is munkatársa volt 1859-től.